# ロシア連邦国防省ロケット・砲兵総局
ロシア連邦国防省ロケット・砲兵総局（ロシア語: Главное ракетно-артиллерийское управление МО РФ、ロシア語ラテン翻字: Glavnoye raketno-artilleriyskoye upravleniye MO RF、頭字語: ГРАУ, GRAU）は、ロシア連邦国防省隷下のロシア連邦軍兵器部の一部署である。
GRAUの重要な役割に、ロシア軍の制式採用された兵器・装備類に対するGRAUインデックス（GRAUコードとも）という認識番号の付与がある。

GRAUのエンブレム

## GRAUインデックス
GRAUインデックス（Индекс ГРАУ）は番号、文字、番号、そのバリエーションのように構成されている。
例えば対戦車ミサイルの9K116バスチオンシステムは発射する砲によって
- 9K116(MT-12)
- 9K116-1 (T-55、D-10T)
- 9K116-2 (T-62、U-5TS)
- 9K116-3 (BMP-3、2A70)

といったバリエーションがある。
注意点としては、これはあくまでGRAUのインデックス上での番号で、製品としての呼び方は別にある。例えば125mm滑腔砲2A46は企業側の呼称ではD-81Tと呼ばれる。
このように一つの兵器・装備品に複数の名称がついていることが多く注意が必要である。
かつては50〜57のセクション(例:57-N-231、7.62×39mmFMJ弾)で分類されていたが、現在は1〜17の構成に改められている。

## 分類

### 1[光学・レーダー機器および制御システム]
- 1A:射撃統制装置およびシステム(1A45T:T-80U・T-90用射撃統制装置)
- 1B:センサー・計測機器
- 1V:管制機器・コンピュータ (1V528-1:1A42用デジタル弾道計算器、1V12:2S1及び2S3自走砲部隊用指揮観測車両)
- 1G:安定化サイト (1G46:1A42を構成する砲手用サイト)
- 1D:レーザー機器 (1D22:砲兵用レーザーデジグネーター)
- 1I:工具・付属機器
- 1K:コンプレックス
- 1L:レーダーステーション
- 1N:モニタリング機器
- 1-OD:光学測距機器
- 1-ON:光学観測機器
- 1-OP:光学照準装置
- 1P:照準装置
- 1PZ:対空照準装置
- 1PN:暗視照準機器 (1PN79-1:9K123コルネート対戦車ミサイルシステム用暗視装置)
- 1R:修理・メンテナンス用品 (1R10-1:2S6ツングースカ用整備車両)
- 1RL:レーダーステーション　(1RL-144M:2S6ツングースカ用レーダーシステム)
- 1RS:射撃レーダー
- 1S:自走レーダーステーション (1S91:2K12クーブSAMシステム用自走式捜索・追尾レーダー)
- 1SB:搭載ミサイルシステム
- 1T:測地装置
- 1TPP:望遠照準装置
- 1U:訓練補助装備
- 1E:電源供給機器

### 2[火砲システム(陸軍)]
- 2A:砲・発射装置、礼砲 (2A46:125mm滑腔砲)
- 2B:迫撃砲・装甲多目的ロケット(2B14:82mm迫撃砲)
- 2V:検査およびテスト機器
- 2G:ロケット燃料供給装置
- 2I:工具・付属機器
- 2K:ロケット・ミサイルコンプレックス (2K22:自走対空砲システム)
- 2L:砲架
- 2P:ミサイルランチャー
- 2S:自走砲 (2S6ツングースカ:自走対空砲、2S19:152mm自走榴弾砲)
- 2T:ミサイル輸送設備 (2T6:2K12用ミサイル運搬・再装填車両)
- 2U:訓練補助装備
- 2F:砲兵用輸送装備 (2F77M:2S6Mツングースカ用ミサイル・弾薬運搬再装填車両)
- 2Kh:射撃準備装備
- 2Ts:メカニカルサイト (2Ts33:2A45M用機械式間接照準器)
- 2Sh:カバー、コンテナ
- 2E:照準用駆動装置 (2E28、2E42-4:2軸砲安定装置)
- 2Ya:梱包資材

### 3[砲兵用弾薬・ミサイル]
- 3BV:特殊(核)資材
- 3BK:化学エネルギー徹甲弾 (3BK29:125mm滑腔砲用HEAT)
- 3BM:運動エネルギー徹甲弾 (3BM32:125mm滑腔砲用APFSDS)
- 3BR:曳光徹甲弾
- 3V:信管
- 3VA:分離装薬式弾薬
- 3VBV:分離装薬式弾薬(BV)
- 3VBK:分離装薬式弾薬(化学エネルギー侵徹体) (3VBK25:125mm滑腔砲用弾薬)
- 3VBM:分離装薬式弾薬(運動エネルギー侵徹体) (3VBM13:125mm滑腔砲用弾薬)
- 3VBR:分離装薬式弾薬(曳光徹甲)
- 3VD:分離装薬式弾薬(煙幕)
- 3VZ:分離装薬式弾薬(焼夷弾)
- 3VM:信管
- 3VO:分離装薬式弾薬(破片効果・クラスター)
- 3VOF:分離装薬式弾薬(榴弾) (3VOF36:125mm滑腔砲用弾薬)
- 3VP:分離装薬式弾薬(訓練弾)
- 3VRB:分離装薬式弾薬(電子妨害)
- 3VS:分離装薬式弾薬(照明弾)
- 3VT:チューブ(遠隔起爆装置)
- 3D:軍需品(スモーク)
- 3Zh:電子起爆装置
- 3Z:焼夷弾
- 3I:工具、工作機械
- 3KV:キャップ、点火装置
- 3KD:雷管
- 3M:ミサイル (3M24:Kh-35ウラン対艦ミサイル)
- 3N:ミサイル弾頭
- 3NS:特殊弾頭(化学、妨害)
- 3O:破片効果・クラスター
- 3OR:曳光榴弾
- 3OF:榴弾 (3OF26:125mm滑腔砲用榴弾)
- 3P:訓練弾
- 3R:無誘導戦術ロケット
- 3RB:電子妨害
- 3S:照明弾
- 3T:チューブ(遠隔起爆装置)
- 3UBK:一体装薬式弾薬(化学エネルギー侵徹体) (3UBK23-3:100mm2A70発射型9M117M1アルカン対戦車ミサイル)
- 3UBM:一体装薬式弾薬(運動エネルギー侵徹体) (3UBM3:115mmU-5TS用一体装薬式弾薬)
- 3UBR:一体装薬式弾薬(曳光徹甲) (3UBR6:30x165mmAPBC-T)
- 3UD:一体装薬式弾薬(煙幕)
- 3UO:一体装薬式弾薬(破片効果・クラスター)
- 3UOR:一体装薬式弾薬(曳光榴弾) (3UOR6:30x165mm機関砲弾)
- 3UOF:一体装薬式弾薬(榴弾) (3UOF8:30x165mm焼夷榴弾)
- 3UP:一体装薬式弾薬(訓練弾)
- 3F:軍需品(爆発物)
- 3Kh:軍需品(化学)
- 3Ts:ロケットエンジン
- 3ChR:曳光弾
- 3E:ミサイル用信管
- 3Ya:梱包資材

### 6[個人装備]
- 6B:個人防護装備 (6B23:ボディーアーマー、6B7:ヘルメット)
- 6V:小銃 (6V1:ドラグノフ狙撃銃)
- 6G:擲弾筒 (6G30:RG6グレネードランチャー)
- 6Zh:弾薬収納 (6Zh1M:PKM用100発マガジン)
- 6P: 小火器 (6P1:AKM突撃銃、6P20:AK-74突撃銃)
- 6T:小火器用架台
- 6U: 架台
- 6Kh:ナイフ・銃剣 (6Kh4:AKM/AK-74用ナイフ型銃剣、6Kh6:イズマッシュNV-1-01サバイバルナイフ)
- 6Ts: サイト (6Ts1:PSO-1スコープ)
- 6Ch: アクセサリー (6Ch12:PBS-1サプレッサー)
- 6Sh: 個人装具 (6Sh92、6Sh112:アサルトベスト)
- 6Yu:アクセサリー
- 6Ya：梱包資材

### 7[歩兵兵器用弾薬]
- 7BZ:焼夷徹甲弾とカートリッジ (7BZ-3:7.62×54mmR焼夷徹甲弾)
- 7BT:曳光焼夷徹甲弾とカートリッジ
- 7V:榴弾用信管
- 7G:榴弾
- 7Zh:榴弾用安全装置
- 7Z:焼夷弾とカートリッジ (7Z1:MDZ 14.5×114mm焼夷徹甲弾)
- 7-ZP:曳光焼夷弾とカートリッジ
- 7K:雷管
- 7KV:雷管・発火装置
- 7N:通常弾薬 (7N10:5.45×39mmFMJ弾、7N14:7.62×54mmR狙撃弾薬)
- 7P:擲弾筒用弾薬 (7P28:PG-7VR RPG-7用タンデムHEAT弾、7P33:TBG-7V RPG-7用サーモバリック弾)
- 7S:信号弾・フレア
- 7T:曳光弾 (7T2:7.62×54mmR曳光弾)
- 7U:亜音速弾 (7U1:5.45×39mm亜音速弾)
- 7Kh:空砲および訓練弾 (7Kh3:5.45×39mm訓練弾)
- 7ShCh:特殊弾薬
- 7Ya:梱包資材

### 9[ミサイル・ロケット兵器]
- 9A:車輌発射ロケットシステム (9A52-2:BM-30スメルチMLRS)
- 9V:制御・試験設備 (9V844:9K79トーチカ戦域弾道ミサイルシステム用メンテナンス設備)
- 9G:燃料供給設備
- 9D:ロケットモーター
- 9I:ミサイルシステム電源
- 9K:ミサイル・ロケットシステム (9K123:コルネート対戦車ミサイル、9K720:イスカンダル戦域弾道ミサイルシステム)
- 9M:ミサイル・ロケット (9M119:レフレークス対戦車ミサイル)
- 9N:弾頭 (9N39:9M79Bトーチカ戦域弾道ミサイル用核弾頭)
- 9P:発射装置 (9P151:9K115/9K115-2対戦車ミサイルシステム用発射機)
- 9S:ミサイル管制設備 (9S816:9K115対戦車ミサイルシステム用誘導装置)
- 9T:輸送設備 (9T250:9K720イスカンデル用ミサイル輸送・再装填車両)
- 9F:訓練設備 (9F840:9A52スメルチMLRS用訓練設備)
- 9Kh:推進薬、トレーサー、炸薬
- 9Sh:光学観測機器
- 9E:シーカー

### 11[ロケット・宇宙科学技術]
- 11A:ロケット (11A511U:ソユーズUロケット)
- 11V:target spacecraft equipment
- 11G:充填設備 (11G12:燃料補給ステーション)
- 11D:ロケットエンジン (11D520:ゼニットロケット用RD-171エンジン)
- 11I:ツール・アクセサリー
- 11K:ロケット (11K25:エネルギアロケット)
- 11L:airborne units systems for rockets and spacecraft
- 11M:宇宙機アビオニクス (11M243:11F624ヤンターリ2K/フェーニクス写真偵察衛星用太陽電池パネルアクチュエータ)
- 11P:発射・技術コンプレックス
- -11P:技術システム
- -11P8:地上発射設備 (11P825:エネルギア用発射複合体)
- 11R:機上電子装備
- 11S:ロケットステージ・フェアリング
- 11T:輸送設備
- 11U:発射設備
- 11F:宇宙機 (11F695M:ヤンターリ-4K2M/コバルトM 写真偵察衛星)
- 11Ts:地上管制設備
- 11Sh:光学観測機器
- 11E:地上電源設備
- 11Yu:補助設備

### 14[ロケット・宇宙科学技術]
- 14A:ロケット (14A14:ソユーズ2.1a・2.1bロケット)
- 14G:充填設備
- 14D:ロケットエンジン
- 14I:ツール・アクセサリー
- 14K:ロケット複合体
- 14L:бортовые агрегаты систем управления ракет и космических аппаратов
- 14M:宇宙機アビオニクス
- 14N:наземное оборудование
- 14P:発射・技術コンプレックス
- 14S:ロケットステージ・フェアリング
- 14T:輸送設備
- 14U:発射設備
- 14F:宇宙機
- 14Ts:地上管制設備・航法システム受信機
- 14Sh:光学観測機器
- 14E:地上電源設備

### 15[戦略ロケット軍ロケット工学]
- 15A:液体燃料式戦略ミサイル(15A30:UR-100N液体燃料式大陸間弾道ミサイル)
- 15B:ミサイル機上システム
- 15В:制御・戦略ロケット軍通信システム
- 15G:充填設備
- 15D:ロケットエンジン
- 15Zh:固体燃料式戦略ミサイル(15Zh61:RT-23UTTKh鉄道移動式大陸間弾道ミサイル複合体用固体燃料ミサイル)
- 15I:ツール・アクセサリー
- 15L:бортовые агрегаты систем управления ракет
- 15N:наземное оборудование
- 15P:ミサイル、発射・技術コンプレックス
- 15P6:移動式陸上ミサイルシステム
- 15P7:坑道発射式
- 15P8:地上発射式
- 15P9:鉄道式ミサイルコンプレックス
- 15R:地上機材（指揮・統制用車輛）
- 15S:ロケットステージ
- 15T:輸送設備
- 15U:発射設備
- 15F:弾頭部
- 15Kh:固体ロケットモーター推進剤
- 15Sh:光学照準機器
- 15E:指揮・情報伝達システム
- 15Ya:運搬・発射用コンテナ、梱包資材

### 17[ロケット・宇宙科学技術]
- 17V:宇宙機上観測機器(17V321:ペルソナ電子工学偵察衛星用電子光学パッケージ)
- 17G:充填設備
- 17D:ロケットエンジン
- 17I:ツールアクセサリー
- 17K:ロケット複合体
- 17L:
- 17M:宇宙機アビオニクス
- 17N:
- 17P:発射・技術コンプレックス
- 17R:機上電子装備
- 17S:ロケットステージ・フェアリング
- 17T:輸送設備
- 17U:発射設備
- 17F:宇宙機 (17F19DM:スキフDM/ポリュース 衛星攻撃兵器、17F117:ヤンターリ-4KS1M/ネマン 電子工学偵察衛星)
- 17Kh:推進剤
- 17Ts:地上管制設備
- 17Sh:光学観測機器
- 17E:地上電源設備
- 17Ya:コンテナ、ケース